# Rationnement au Royaume-Uni

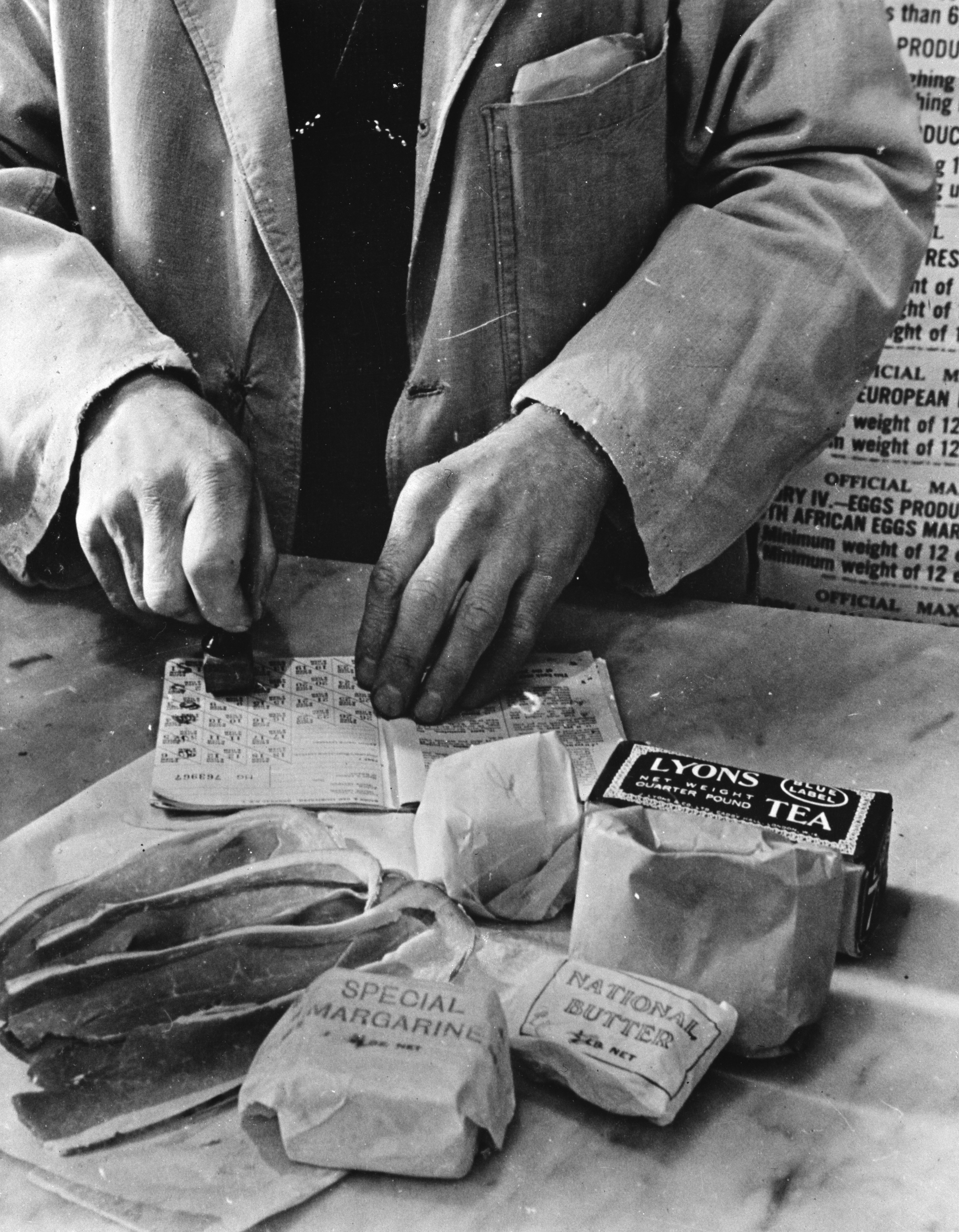
Rationnement civil : commerçant annulant des tickets dans le carnet de rationnement d'une ménagère britannique

Le rationnement fut appliqué au Royaume-Uni par décision du gouvernement britannique à plusieurs reprises au cours du XXe siècle, en particulier en temps de guerre ou immédiatement après,.

## Seconde Guerre mondiale
Au début de la Seconde Guerre mondiale (1939), le Royaume-Uni importait 20 millions de tonnes de nourriture par an (70 % de la consommation), dont plus de 50 % de la viande, 70 % du fromage et du sucre, près de 80 % des fruits et environ 70 % des céréales et des matières grasses. La population comptait 46 millions d'habitants avant guerre (46,038 millions précisément selon le recensement de 1931) et 53 millions après (53,225 millions selon le recensement de 1951).
L'une des principales stratégies des puissances de l'Axe fut d'attaquer les cargaisons maritimes liées au Royaume-Uni, pour réduire l'industrie britannique et potentiellement soumettre le pays par la faim.
Pour faire face aux situations de pénuries les plus graves, le ministre de l'Alimentation (en) institua un système de rationnement. Pour acheter la plupart des produits rationnés, les personnes devaient s'inscrire dans les boutiques de leur choix, où elles recevaient un carnet de rationnement contenant des tickets. Le commerçant recevait la quantité de produits correspondant aux clients inscrits. Ces derniers devaient présenter leur carnet lorsqu'ils faisaient leurs courses, de manière que les tickets correspondant à leurs achats puissent être annulés.
Il est généralement admis que la politique de rationnement a amélioré la santé publique au Royaume-Uni en imposant un régime équilibré, composé des vitamines essentielles. L'historien Jean-Baptiste Fressoz souligne que « la guerre va permettre aux experts en nutrition, armés de la découverte récente du rôle des vitamines, d’améliorer l’alimentation populaire. Un système de coupons, de cantines gratuites dans les usines et les écoles, la substitution du pain complet au pain blanc, la réduction de la consommation de sucre, de graisses et de viande, l’augmentation de celle des légumes (surtout pommes de terre et carottes), la distribution gratuite de lait pour les enfants (supprimée en 1971 par Margaret Thatcher, alors secrétaire d'État à l'Éducation du gouvernement Heath), la généralisation des potagers (1,5 million en 1944) ainsi que des conseils nutritionnels permettent une réduction de la mortalité, du rachitisme, de la tuberculose et une augmentation de la taille dans les classes populaires ». Selon l’historienne Lizzie Collingham, « la Grande-Bretagne termina la guerre avec une population mieux nourrie et en meilleure santé que dans les années 1930 et avec des inégalités nutritionnelles réduites ».
Le système de rationnement reste populaire jusqu’à la fin de la guerre, 77 % des Britanniques s’en déclarant satisfaits en 1944 : Jean-Baptiste Fressoz considère que c'est « parce qu’il était perçu comme juste (même si les riches avaient accès aux restaurants de luxe qui échappaient au rationnement) ». Le 4 juillet 1954, La viande et tous les autres rationnements alimentaires prennent fin en Grande-Bretagne.

## Crise du canal de Suez
La crise du canal de Suez en 1956 conduit à sa fermeture du 6 novembre 1956 jusqu'en mi-1957. La France et le Royaume-Uni durent effectuer un rationnement du carburant. Londres le mit en place de décembre 1956 au 14 mai 1957,.